# Order Dobroczynności (Grecja)
Order Dobroczynności (lub Dobrych Czynów) (gr. Τάγμα της Ευποιΐας, Tagma tes Eypoiia) – od 1973 jedyny grecki order kobiecy będący odznaczeniem państwowym.
Planowany przez króla Jerzego II został w rok po jego śmierci ustanowiony przez brata i następcę Pawła I 7 maja 1948 i przeznaczony dla kobiet, Greczynek i cudzoziemek, które wyróżniły się na polu ofiar dla ojczyzny, dobroczynności lub sztuki i literatury.
Order posiada pięć klas według znanego schematu Legii Honorowej:
- Krzyż Wielki (gr. Μεγαλόσταυρος)
- Wielki Komandor (gr. Ανώτερος Ταξιάρχης)
- Komandor (gr. Ταξιάρχης)
- Krzyż Złoty (gr. Χρυσός σταυρός)
- Krzyż Srebrny (gr. Αργυρός σταυρός)

Odznaka orderu to pięciopłatkowy emaliowany na niebiesko kwiat z zielonymi listkami między ramionami. Na medalionie awersu znajduje się wizerunek Matki Boskiej z Dzieciątkiem, otoczony napisem „ΕΥΠΟΙΙΑ” (Eypoiia – Dobroczynność), na rewersie biały krzyż grecki (za monarchii: inicjały panującego, krzyż zawieszony na złotej koronie królewskiej).
Ośmiopromienna gwiazda I i II klasy jest srebrna. W centrum gwiazdy znajduje się medalion z wizerunkiem Matki Boskiej.
Wstęga orderu jest żółta z bladoniebieskimi paskami po bokach.
| Baretki Orderu Dobroczynności | Baretki Orderu Dobroczynności | Baretki Orderu Dobroczynności | Baretki Orderu Dobroczynności | Baretki Orderu Dobroczynności |
| ----------------------------- | ----------------------------- | ----------------------------- | ----------------------------- | ----------------------------- |
| Krzyż Wielki                  | Wielki Komandor               | Komandor                      | Krzyż Złoty                   | Krzyż Srebrny                 |